# بچه‌های کوه تاراک
بچه‌های کوه تاراک (به ژاپنی: シートン動物記くまの子ジャッキー Seton Doubutsuki Kuma no Ko Jacky) یک مجموعه تلویزیونی انیمه ژاپنی از استودیو نیپون انیمیشن و به کارگردانی یوشیئو کورودا است. این مجموعه به تعداد ۲۶ قسمت از ژوئن تا دسامبر ۱۹۷۷ در شبکه آساهی برودکاستینگ کورپوریشن پخش شده‌است. بچه‌های کوه تاراک در دههٔ هفتاد خورشیدی از شبکه اول تلویزیون ایران پخش شد.

## داستان
بچه‌های کوه تاراک داستان زندگی دو بچه خرس به نام‌های جکی و جیل است. پس از اینکه آقای جکسون، پدر آلیس (دوست رَن)، می‌خواست مادر خرس‌ها، پینتو را شکار کند، مادر خرس‌ها به او حمله کرد و او در حالی که به روی زمین افتاده بود، بسیار ترسیده بود، کرویان، پدر رَن از سر ناچاری، برای نجات جان پدر آلیس، به مادر خرس‌ها شلیک می‌کند و او را می‌کشد. پس از آن، رن آن‌ها را به خانه می‌برد و تصمیم می‌گیرد که آن‌ها را بزرگ کند؛ او بچه خرس‌ها را با شیر بز بزرگ می‌کند و گاهی آن‌ها را به جنگل می‌برد و آن‌ها از میوه‌ها و خزه‌ها و دانه‌های جنگلی تغذیه می‌کنند. خرس‌ها گاهی اوقات موجب ایجاد دردسر برای آن‌ها می‌شوند. رن به آن‌ها زبان اشاره را می‌آموزد تا هروقت خطری در پیش بود، به وسیله‌ی علامات اشاره بتواند فوراً به آن‌ها اخطار بدهد تا آن‌ها از خطر دور بشوند. رن و آلیس با جکی و جیل، ماجراهای جالبی را تجربه می‌کنند.

## صداپیشگان
دوبلهٔ بچه‌های کوه تاراک به سرپرستی مهدی علی‌محمدی انجام شد. وی از دوبلرهای زیر برای ارائهٔ این اثر به زبان فارسی استفاده کرد.
| نقش                         | دوبلور          |
| راوی                        | ناصر نظامی      |
| جکی                         | رزیتا یاراحمدی  |
| جیل                         | شایسته تاجبخش   |
| رَن                          | فریبا شاهین‌مقدم |
| پدر رن (کرویان)             | مهدی علی‌محمدی   |
| آلیس جکسون                  | شوکت حجت        |
| پدر آلیس (آقای جکسون)       | پرویز ربیعی     |
| پدربزرگ روکی                | جواد پزشکیان    |
| بونامی شکارچی               | محمد عبادی      |
| مباشر آقای جکسون (کاکس)     | شهروز ملک‌آرایی  |
| فاکو (یکی از برادران چوپان) | کنعان کیانی     |
| پدرو (یکی از برادران چوپان) | ولی اله مومنی   |